# Drosophila
Drosophila es un género de moscas pequeñas, perteneciente a la familia Drosophilidae, cuyos miembros se llaman frecuentemente «moscas de la fruta», o, más adecuadamente aunque con menos frecuencia, moscas del vinagre, en referencia a la característica de muchas especies de permanecer cerca de fruta madura o podrida. No deben ser confundidas con las Tephritidae, una familia relacionada, también llamadas a veces «verdaderas moscas de la fruta»; los tephritidos se alimentan primariamente de fruta en proceso de maduración, y muchas especies se consideran plagas para la agricultura, especialmente la mosca de la fruta mediterránea. 
Una especie de Drosophila en particular, D. melanogaster, ha sido usada extensamente en genética y es un organismo modelo en biología del desarrollo. De hecho, los términos mosca de la fruta y Drosophila se usan como sinónimos de D. melanogaster en la literatura biológica moderna. Sin embargo, el género entero contiene más de 1500 especies y es muy diverso en apariencia, comportamiento y hábitat.

## Véase también

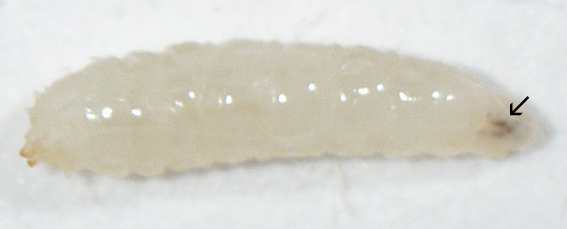
Larva de segundo estadio